# Lamello
De Lamello is een Zweedse designstoel uit 1970.
De stoel is ontworpen door Yngve Ekström en komt voor in een uitvoering met een hoge en lage rugleuning. Optioneel is er een voetenbankje bij te verkrijgen. De stoel is ergonomisch ontworpen voor een goede rugondersteuning.